# Лаур, Жан Иванович
Жан Иванович Лаур (1893—1938) — советский военный деятель, комдив (1935).

## Биография
Латыш. Родился в марте 1893 года в Праулепской волости Венденского уезда Лифляндской губернии в бедной крестьянской семье. В 1909 г. окончил Венденское городское училище и до военной службы работал торговым служащим.

### Служба вРусской императорской армии
В сентябре 1915 года призван в армию. Окончил учебную команду, был произведён в унтер-офицеры и назначен командиром взвода.

### Служба вРабоче-крестьянской Красной армии
Член ВКП(б) с сентября 1917 года. После Октябрьской революции 1917 года руководил отрядом по установлению Советской власти в Валмиерском, Венденском и Валкском уездах Лифляндской губернии.
В Красной Армии с марта 1918 года.
Участник Гражданской войны, в ходе которой занимал должности:
- политический инспектор Невельского района Западного фронта (июнь- сентябрь 1918 г.),
- военный комиссар 1-й Витебской стрелковой дивизии (сентябрь — октябрь 1918 г.),
- военный комиссар 17-й стрелковой дивизии (октябрь 1918 г.-июль 1919 г.).
- Для поручений при штабе 11-й стрелковой дивизии.
- С октября 1920 года по апрель 1921 года — помощник комиссара Высших объединённых курсов Западного фронта.
- В марте 1921 года в боях под Кронштадтом был командиром роты и политруком батальона 2-го сводного полка отдельной бригады курсантов.
- С апреля 1921 года по сентябрь 1922 года — начальник и комиссар 88-х Карачевских подготовительных курсов.

В 1923 году окончил Высшие академические курсы при Военной академии РККА.
- В 1923 −1925 гг. — врид начальника и начальник 6-х Минских пехотных курсов.
- В январе 1926 года назначен начальником и комиссаром Омской пехотной школы[1].
- С июня 1928 года — помощник командира 18-й Ярославской стрелковой дивизии[2][нет в источнике].

В 1929 году окончил Курсы усовершенствования высшего начсостава при Военной академии имени М. В. Фрунзе.
С февраля 1931 года — командир и комиссар 14-й стрелковой дивизии.
Во время командования 14 стрелковой дивизией обвинялся в искажении результатов боевой подготовки дивизии:
«На совещании начсостава дивизии, созванном за два-три дня до инспекторских стрельб, комдив Лаур опрашивал всех присутствовавших командиров, какие подразделения у них лучше стреляют, и какие бы они желали выставить для участия в инспекторских стрельбах. Впоследствии в приказе по дивизии и были отданы эти подразделения, в то время как по правилу об инспекторских стрельбах отбор стреляющих производится инспектирующим на стрельбище из полного состава выведенной части; такое явление называется очковтирательством».
Комдив (1935 год).
В июле 1937 года зачислен в распоряжение Управления по комначсоставу РККА.

### Арест, расстрел, реабилитация
Арестован 23 декабря 1937 года.
Военной коллегией Верховного Суда СССР 30 сентября 1938 года, по обвинению в принадлежности к военному заговору приговорён к расстрелу.
Определением Военной коллегии от 12 мая 1956 года реабилитирован.

## Награды
- Орден Красного Знамени (1922 год)[4].

Из приказа Реввоенсовета Республики № 44 от 16 февраля 1922 г.: «Награждаются орденом Красного Знамени… политрук 2-го батальона 2-го полка отдельной сводной бригады курсантов т. Лаур Жан за отличия, проявленные им в боях 17-18 марта 1921 г. под Кронштадтом».